# Émile Lebarbanchon
Émile Auguste Lebarbanchon, né le 2 mai 1839  à Cherbourg et mort dans la même ville le 9 janvier 1917, est un ingénieur français, maître principal de 1ère classe des constructions navales, qui fut conseiller étranger au Japon durant l'ère Meiji.

## Biographie
Lebarbanchon est employé par le ministère japonais de la Marine pour travailler à la construction de l'arsenal naval de Yokosuka qui était sous la responsabilité de Français (comme Léonce Verny) et qui mobilisait environ 50 personnes. Son contrat débute le 8 janvier 1872 et se termine le 19 mai 1876. Il est engagé comme chef-mécanicien des outils de pierre. Il retourne en France le 29 février 1876, avant la fin de son contrat. 
En 1899, il est fait Chevalier de la Légion d'honneur.